# Kościół Matki Bożej Śnieżnej w Przeworsku
Kościół i klasztor p.w. Matki Boskiej Śnieżnej w Przeworsku – kościół i klasztor Zgromadzenia Sióstr Miłosierdzia (szarytek) p.w. Matki Boskiej Śnieżnej w Przeworsku.

## Historia
Kościół i klasztor powstały na miejscu dawnego szpitala św. Ducha, ufundowanego przez Rafała Tarnowskiego, który posiadał prymitywne warunki, odpowiadające ówczesnym czasom. W miarę rozwoju cywilizacji szpital stracił na znaczeniu i w jego miejsce przeworscy właściciele – Antoni Lubomirski, ówczesny wojewoda lubelski, kasztelan krakowski wraz z małżonką Zofią z Korwinów Krasińską – 12 marca 1768 roku ufundowali nowy klasztor. Budowa została zakończona w 1780 roku.  W wydanym po raz pierwszy w 1786 r. opracowaniu pt. „Geografia (...) Galicyi i Lodomeryi” jej autor, hrabia Ewaryst Andrzej Kuropatnicki, opisując Przeworsk podawał: ...ta przezacna pani wraz z JO. ś. p. mężem panny Charytki, stałą im nadawszy fundacyą, do tego wprowadziła miasta. Z klasztorem SS. Miłosierdzia przez lata blisko związany był szpital wraz ze szkołą dla dziewcząt zwaną „U Panien”.
W klasztorze siostry utworzyły z czasem Dom Specjalny dla Dorosłych, Dom Opieki dla Kobiet prowadzony przez Zrzeszenie „Caritas” oraz przedszkole.
W kościele Matki Bożej Śnieżnej 23 kwietnia 2006 rozpoczęto Wieczystą Adorację Najświętszego Sakramentu. Jest jedną z trzech świątyń w archidiecezji przemyskiej, gdzie praktykowana jest taka forma kultu eucharystycznego.
W świątyni odprawione są nieregularnie msze w nadzwyczajnej formie rytu rzymskiego.

## Architektura
Piętrowy budynek klasztorny, trójskrzydłowy, połączony jest z kościółkiem. Nad głównym wejściem widnieje tablica informacyjna z 1780 r., a nad nią fresk. We wnętrzu kaplicy z barokowym frontem, znajdują się liczne cenne obrazy pochodzące ze starych przeworskich kościołów m.in. Matki Bożej Śnieżnej i św. Ducha. W kościele tym w głównym ołtarzu mieści się wartościowy, zabytkowy obraz Matki Boskiej z Dzieciątkiem, w sukniach ze srebrnych blach, częściowo pozłacanych. W pokoju gościnnym w klasztorze ozdobę stanowią portrety fundatorów Antoniego Lubomirskiego i Zofii z Korwinów Krasińskiej.

## Galeria

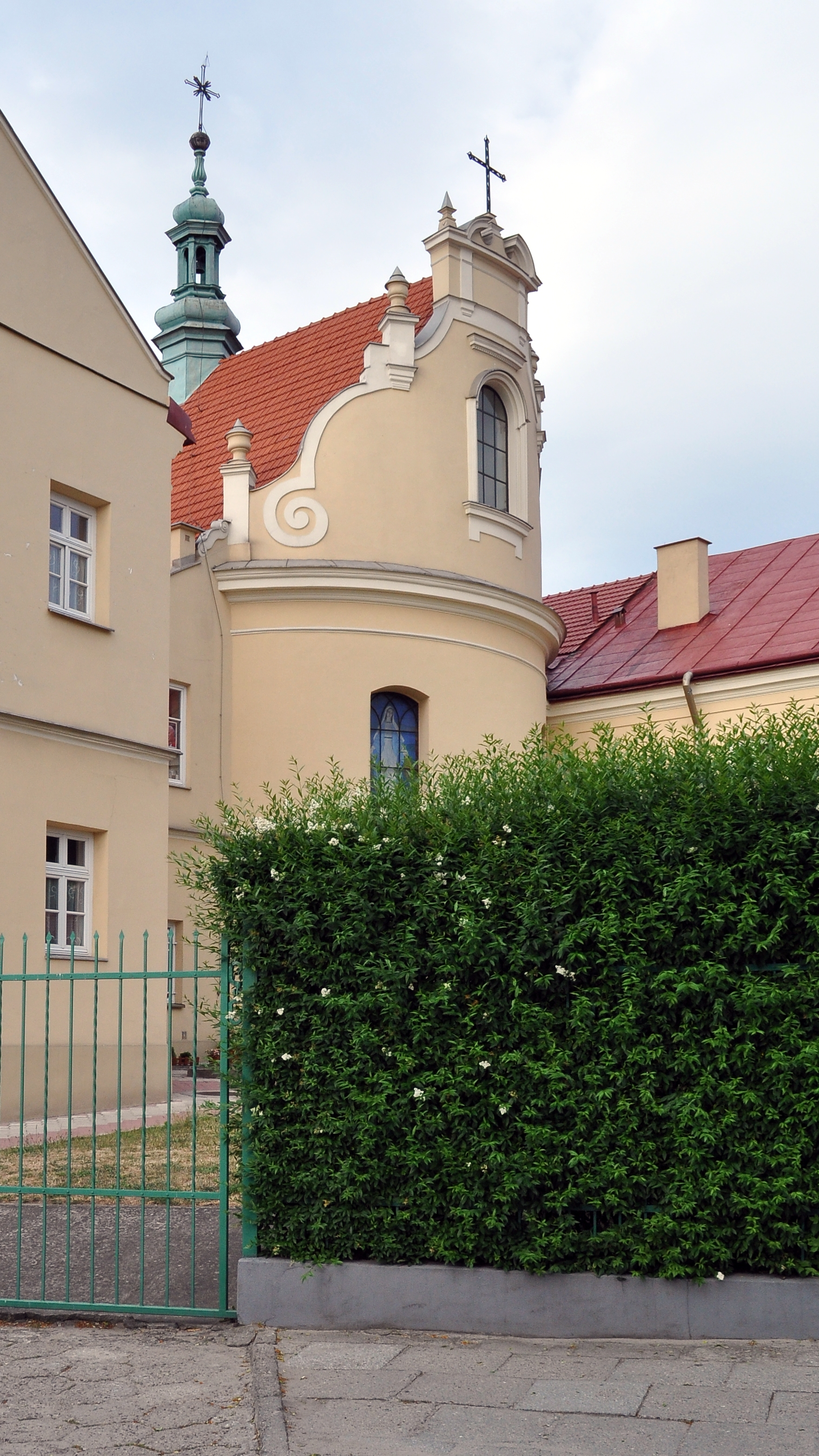
Prezbiterium - widok z zewnątrz
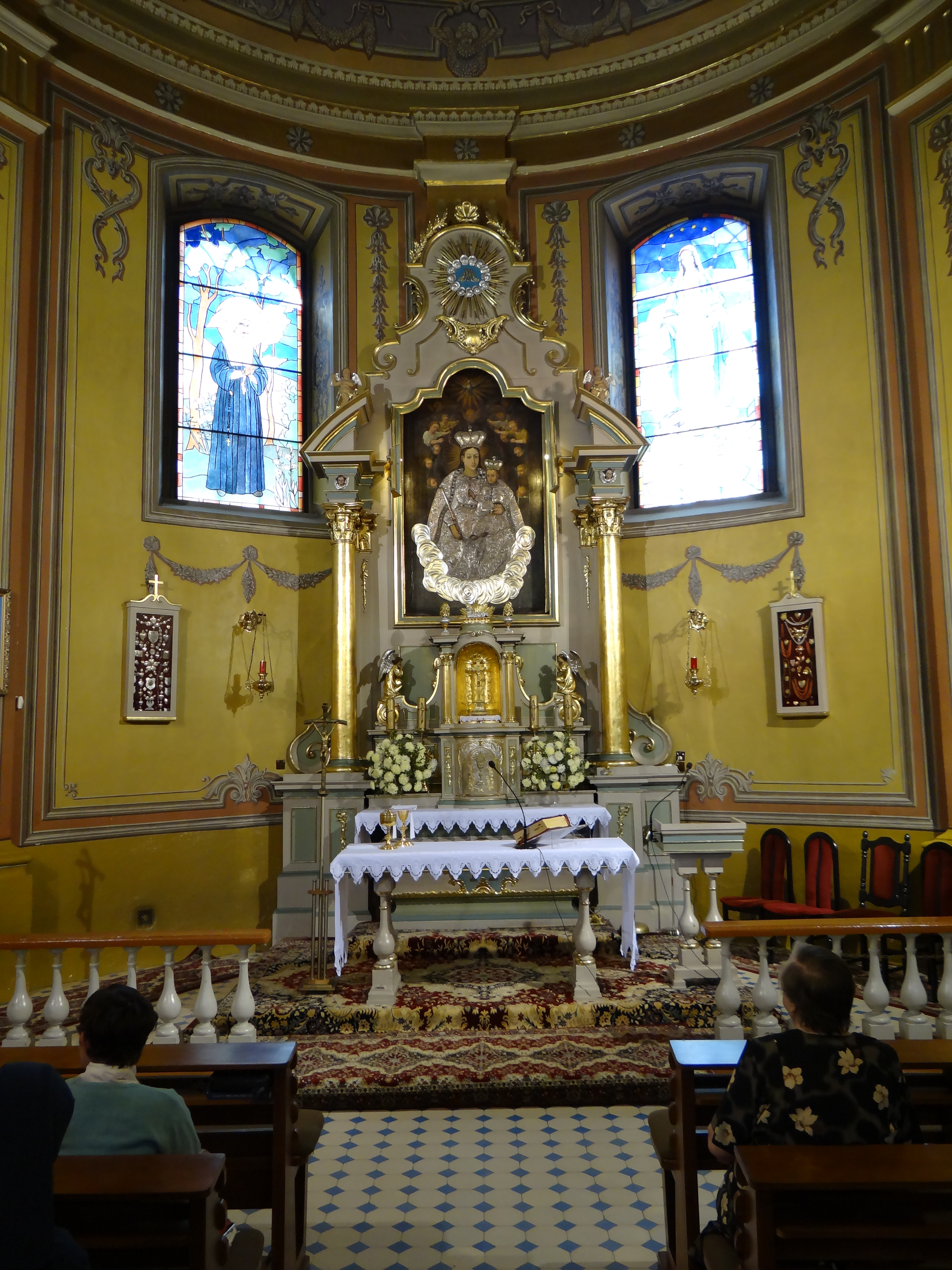
Ołtarz główny w kościele
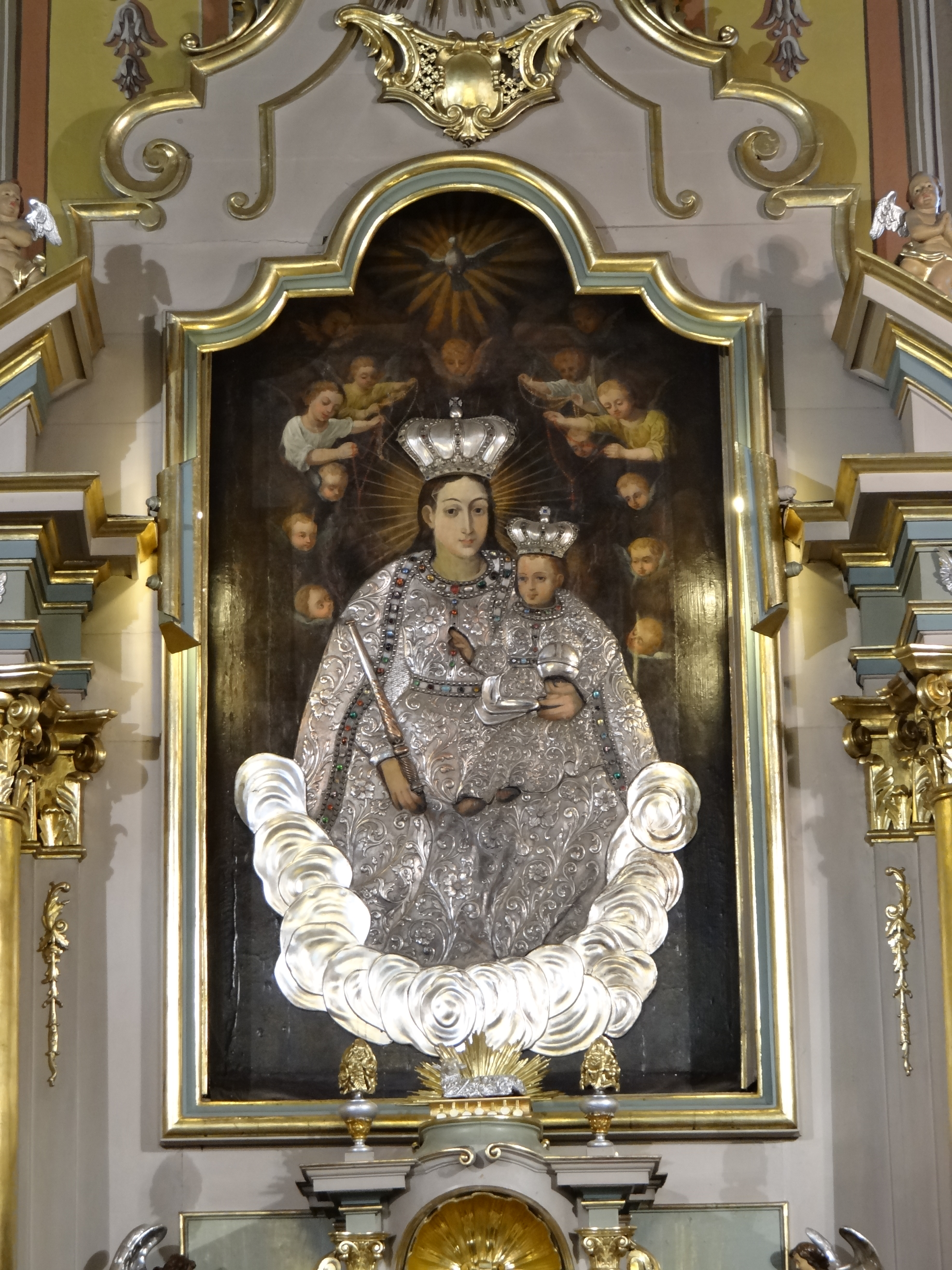
Cudowny Obraz Matki Bożej Śnieżnej
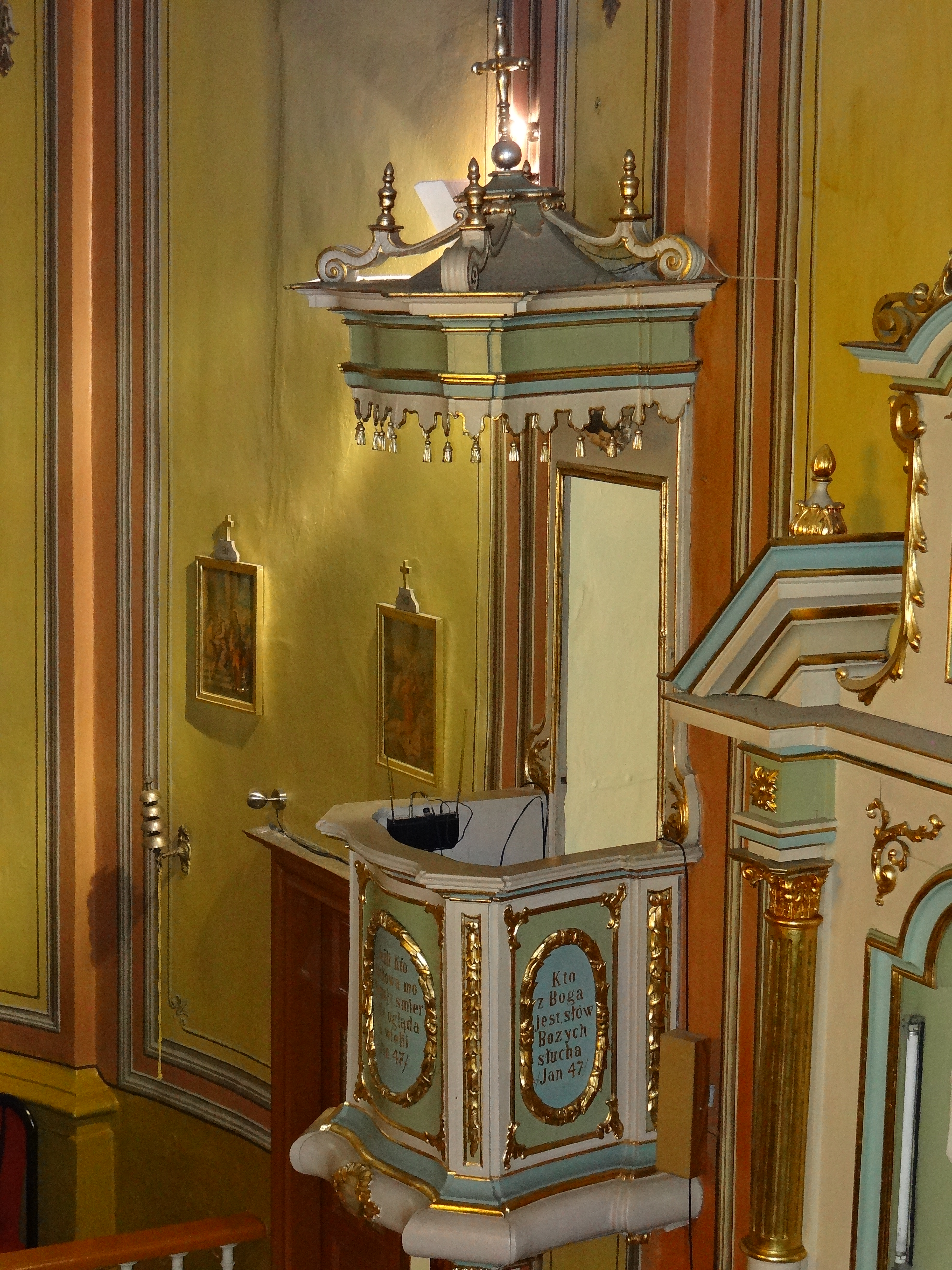
Ambona
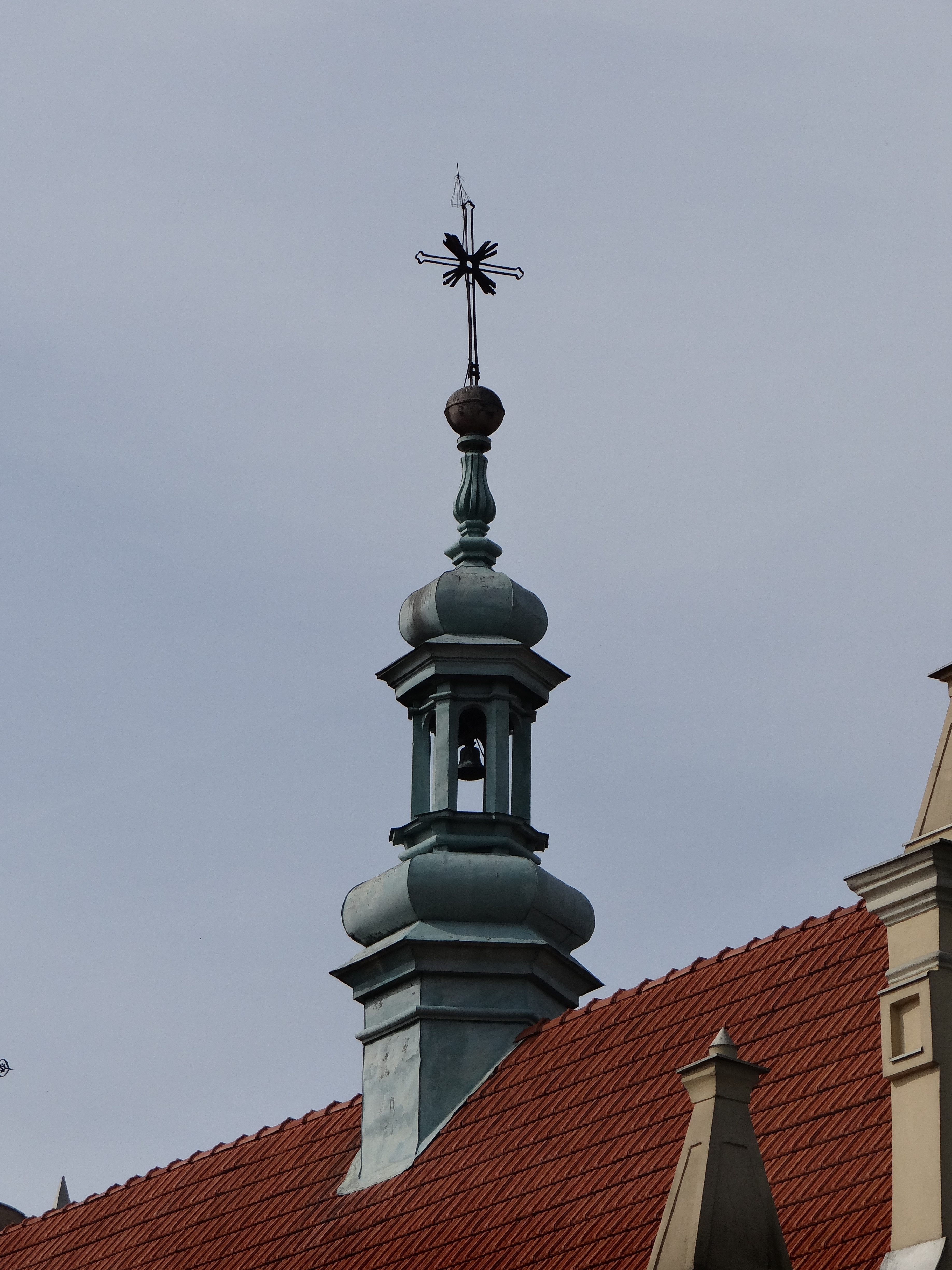
Sygnaturka
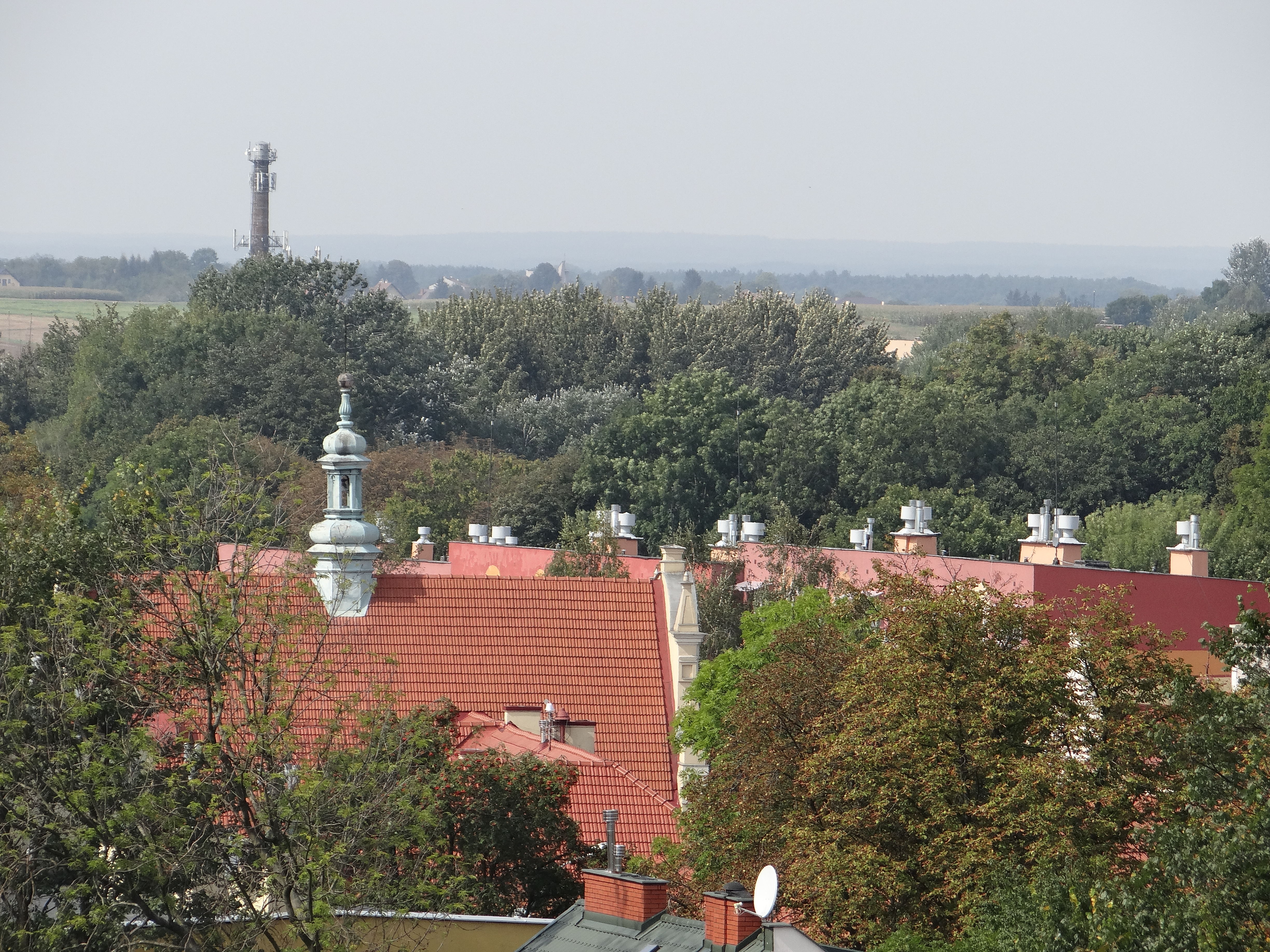
Widok od strony wschodniej